# Kimjongilia
Kimjongilia (Chosŏn'gŭl: 김정일화; hancha: 金正日花; MR: Kimjŏngirhwa; rr: Gimjeongilhwa) é uma flor nomeada para homenagear o antigo líder norte-coreano Kim Jong-il. Quando Kim morreu em 2011, a flor foi usada para adornar o corpo no funeral. Apesar do nome, a planta não é originária da Coreia do Norte.:94–103

## História
Na comemoração do 46° aniversário de Kim Jong-il, o botânico japonês Kamo Mototeru cultivou a "kimjongilia" (literalmente, "flor de Kim Jong-il"), representando a causa revolucionária Juche do Querido Líder.